# Faculté de droit de l'université de Boston
La faculté de droit de l'université de Boston (en anglais : Boston University School of Law, BU Law, ou encore BUSL) est le département chargé de l'enseignement du droit à l'université de Boston. Situés au centre du campus de Boston University, sur la Commonwealth Avenue à Boston, Massachusetts, les locaux de la faculté de droit se trouvent dans le plus haut immeuble situé sur un campus américain.

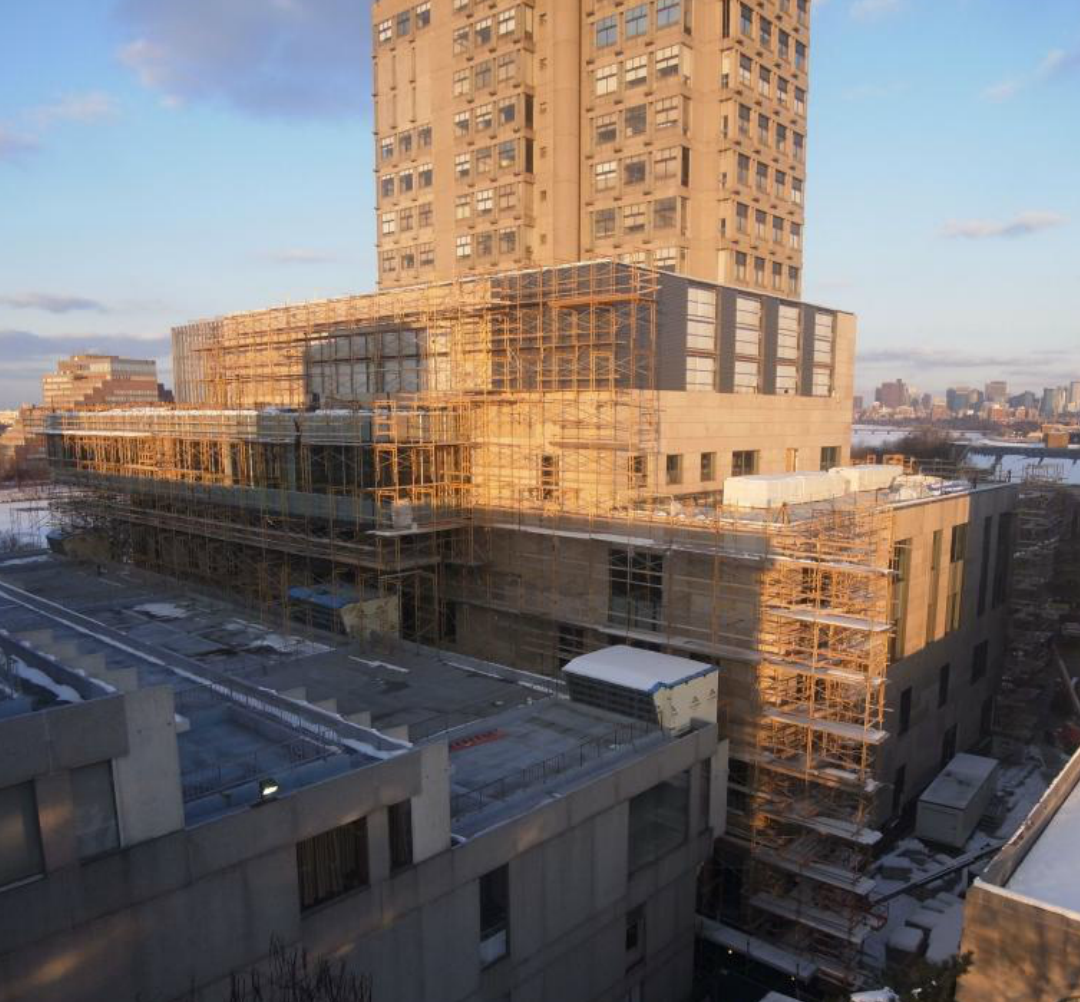
Construction du Redstone Building.

Les quelque 800 étudiants de BU Law proviennent de plus de 46 états américains, 14 pays, et plus de 238 universités à travers le monde.
De nombreux programmes d'échange existent au sein de cet établissement, notamment avec deux facultés de droit françaises: l'université Lyon III (Jean Moulin)  et l'université Paris II (Panthéon-Assas).

## Histoire
La faculté de droit de l'université de Boston a été fondé en 1872 par un groupe d'éducateurs, d'avocats, et de professeurs de droit, se basant sur deux convictions; d'abord que l'enseignement du droit requiert une instruction portant sur la théorie, l'analyse et la pratique du droit; et ensuite, que l'accès à l'enseignement juridique puisse être accessible à tous, sur la seule base du mérite.

## Classements
Le U.S. News & World Report classe la faculté de droits 20e parmi les facultés de droit américaines .
Ce même classement, qui fait autorité aux États-Unis, classe BU Law : 6e en droit fiscal; 4e en droit de la santé ; et 11e en droit de la propriété intellectuelle  parmi les facultés de droit américaines. 
Le Princeton Review Law School Ranking classe BU Law dans les dix premières facultés de droit américaines en termes de perspectives de carrière, et première concernant la qualité académique .

## Publications
- Boston University Law Review
- American Journal of Law & Medicine
- Review of Banking & Financial Law
- Boston University International Law Journal
- Journal of Science & Technology Law
- Public Interest Law Journal